# Ізраель Бруссар
Ісая Ізраель Брассар (англ. Isaiah Israel Broussard; нар. 22 серпня 1994) — американський актор. Дебютував у комедійній драмі «Привіт Джулі». Також відомий своїми ролями у кримінальному фільмі «Елітне суспільство» (2013), драмі «Ідеальний кайф» (2015), трилері «H8RZ» (2015), комедії «Добрі діти» (2016), слешері «Щасливий день смерті» (2017), а також його продовженні «Щасливий день смерті 2», та романтичному фільмі для підлітків «Всім хлопцям, яких я любила раніше» (2018).

## Біографія
Ісая Ізраель Адамс народився в Галфпорті (штат Міссісіпі), у сім'ї косметичної консультантки Анжели (до шлюбу Клапп) та Лоуренса Клейтона Адамса (1957—1999), який помер, коли Ізраелю було чотири роки. Його виховували в Сосьєрі (Міссісіпі), мати та вітчим, комп'ютерний програміст Гіл Бруссар, який згодом усиновив його та його старшу сестру. У нього є ще один молодший зведений брат від повторного шлюбу матері.

## Кар'єра
Бруссар почав свою кар'єру з невеликих ролей, як Гаррет Ейнбіндер у комедійній драмі «Привіт, Джулі» (2010) та Джоша в комедії «Супровідник» (2011), а потім отримав роль Марка Голла у кримінальному фільмі Софії Копполи «Елітне суспільство» (2013).
У 2013 році разом з Лілі Коллінз Бруссар з'явився у кліпі гурту M83 на пісню «Claudia Lewis» режисерки Брайс Даллас Говард. Потім він зіграв Карсона Тафта у фільмі «Ідеальний кайф» (2015). Наступного року Бруссар знявся в ролі Майка Дженнінгса у комедійному фільмі «Добрі діти».
Бруссар знявся в ролі Картера Девіса разом з Джессікою Роте у фільмі Крістофера Лендона «Щасливий день смерті» (2017). У 2018 році він зіграв провідну роль у трилері «Вимирання» і зіграв Джоша Сандерсона в екранізації роману для підлітків Дженні Хан «Усім хлопцям, яких я любила раніше». Потім Бруссар повторив свою роль Картера Девіса у сиквелі 2019 року «Щасливий день смерті 2».

## Фільмографія
| Рік  |    | Українська назва                   | Оригінальна назва                 | Роль                                   |
| ---- | -- | ---------------------------------- | --------------------------------- | -------------------------------------- |
| 2010 | ф  | Привіт, Джулі                      | Flipped                           | Гаррет Ейнбіндер                       |
| 2010 | с  |                                    | Romantically Challenged           | Джастін Томас (2 серії)                |
| 2011 | ф  | Супровідник                        | The Chaperone                     | Джош                                   |
| 2013 | ф  | Елітне суспільство                 | The Bling Ring                    | Марк Гол                               |
| 2013 | с  | Сини анархії                       | Sons of Anarchy                   | Джої Нун (серія «Солодкий і виразний») |
| 2014 | ф  | Позаземне відлуння                 | Earth to Echo                     | Камерон                                |
| 2015 | ф  | H8RZ                               | H8RZ                              | Джек Стентон                           |
| 2015 | ф  | Джек із Червоних сердець           | Jack of the Red Hearts            | Роберт Адамс                           |
| 2015 | тф | Ідеальний кайф                     | Perfect High                      | Карсон Тафт                            |
| 2016 | ф  | Добрі діти                         | Good Kids                         | Майк "Спайс" Дженнінгс                 |
| 2016 | с  | Бійтеся ходячих мерців             | Fear the Walking Dead             | Джеймс МакКалістер (2 серії)           |
| 2017 | ф  | Щасливий день смерті               | Happy Death Day                   | Картер Девіс                           |
| 2017 | ф  |                                    | Say You Will                      | Боббі Німіц                            |
| 2018 | ф  | Занепад цивілізації                | Extinction                        | Майлз                                  |
| 2018 | ф  | Усім хлопцям, яких я кохала раніше | To All the Boys I've Loved Before | Джош Сандерсон                         |
| 2018 | ф  | Щасливий день смерті 2             | Happy Death Day 2U                | Картер Девіс                           |
| 2019 | с  | Назустріч пітьмі                   | Into the Dark                     | Спенсер (серія «Все, що ми знищуємо»)  |
| 2021 | ф  | Страх Рейн                         | Fear of Rain                      | Калеб                                  |